# MVRDV

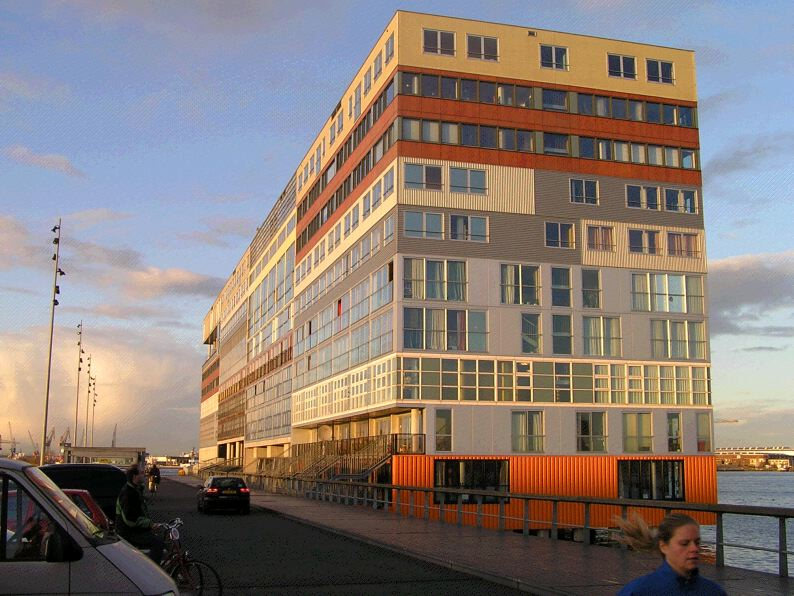
Complejo residencial Silodam en Ámsterdam.

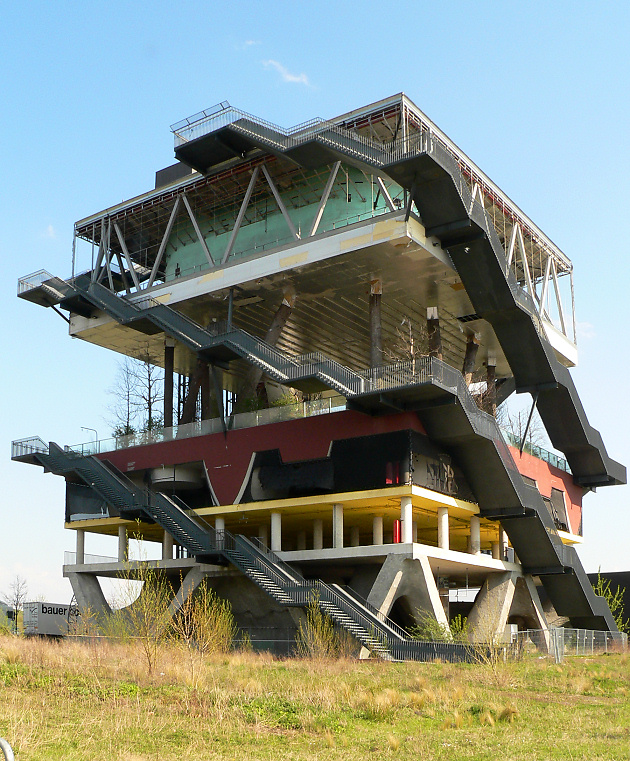
Pabellón neerlandés en la Expo 2000 de Hannover.

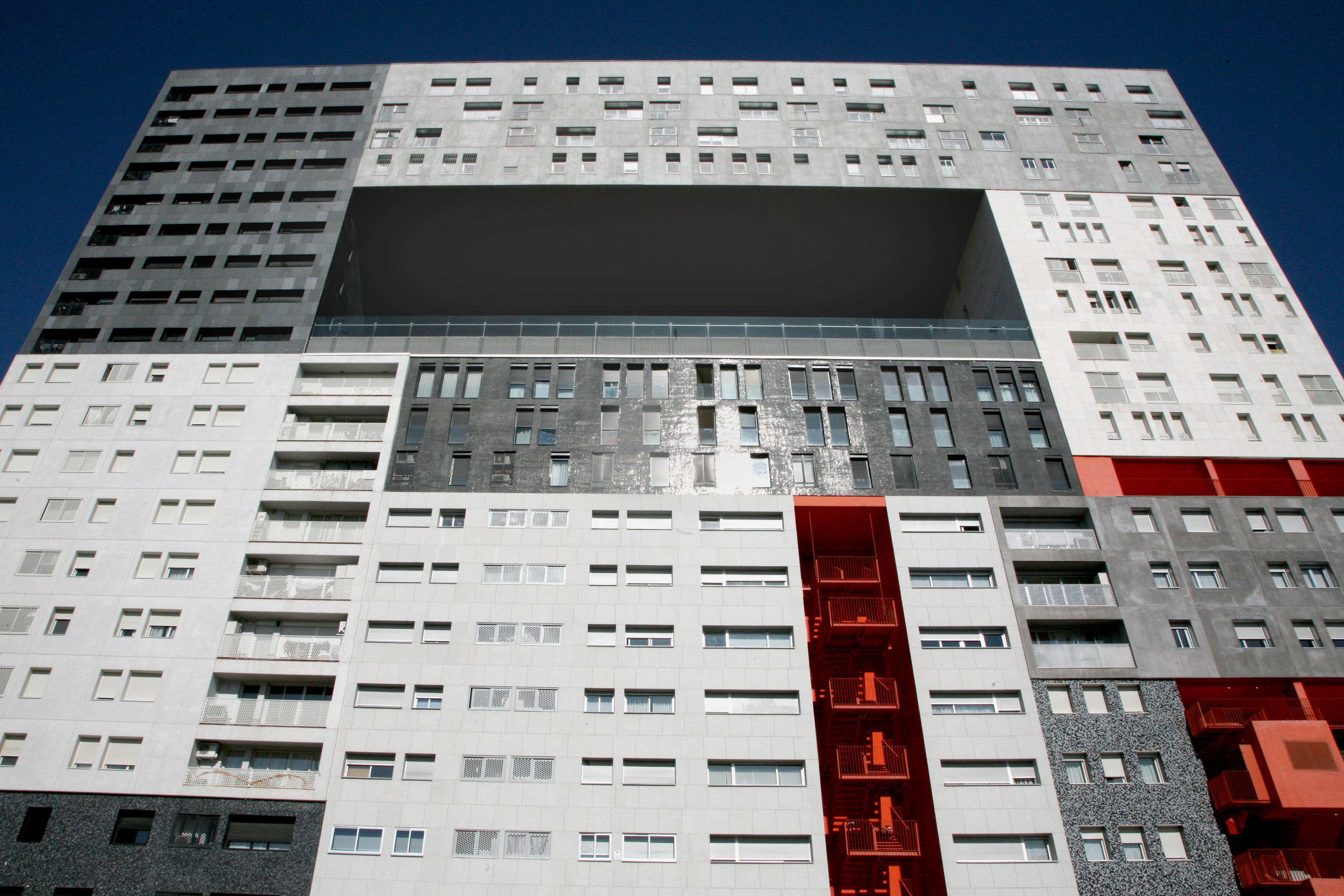
Edificio Mirador de Madrid

MVRDV es una oficina de Arquitectura y Urbanismo fundada en Róterdam en 1993. La palabra está formada por las iniciales de los apellidos de sus fundadores Winy Maas, Jacob van Rijs y Nathalie de Vries.
MVRDV produce diseños y estudios en los campos de la arquitectura, el urbanismo y el diseño del paisaje. Sus primeros proyectos, como la sede de la emisora pública neerlandesa VPRO y las viviendas WoZoCo para ancianos en Ámsterdam les llevaron al reconocimiento internacional.
MVRDV actualmente trabaja en diversos proyectos: viviendas en los Países Bajos, España, China, Francia, Austria, el Reino Unido, Estados Unidos, Corea y otros países, un centro de televisión en Zúrich, una biblioteca pública de Spijkenisse (Países Bajos), un mercado central de la sala Róterdam, una plaza de la cultura en Nankín (China), planes directores de gran escala urbana en Oslo (Noruega) y en Tirana (Albania), Alemania, un plan director para una eco-ciudad en Logroño (España) y un plan director de investigación para el futuro crecimiento de París.
Iniciaron la empresa después de ganar el Premio Europan con el proyecto Berlín voids. Su sede fue integrada en una antigua imprenta diseñada por Kromhout. 
Desde 1992 recibieron 142 premios y nominaciones entre las cuales se encuentran el Premio Belmont, el Premio Mies van der Rohe de Arquitectura Europea y el Premio Ámsterdam de las Artes, entre otros.

## Proyectos destacados
- Edificio de viviendas Silodam, en Ámsterdam.
- Viviendas WoZoCo para ancianos en Ámsterdam.
- Pabellón neerlandés para la Expo 2000.
- Centro de negocios Flight Forum Eindhoven.
- Edificio de viviendas llamado Edificio Mirador, en Madrid.
- Complejo de oficinas de 50 000 m² en Múnich.
- Pabellón para la Trienal de Arte de Niigata.
- Parque móvil en Hamburgo.
- Palacio de la Biodiversidad del Fórum 2004.
- Biblioteca pública de Tianjin (China) 2017.[2]

Además son finalistas en los concursos para la construcción de la villa Olímpica de Nueva York y el Proyecto Les Halles de París.